# Сказание о невидимом граде Китеже и деве Февронии
«Сказа́ние о неви́димом гра́де Ки́теже и деве Февро́нии» — опера Николая Римского-Корсакова в 4 действиях, 6 картинах, на собственное либретто, созданное совместно с Владимиром Бельским по мотивам легенды конца XVIII века о граде Китеже. Премьера — 7 (20) февраля 1907 года на сцене Мариинского театра в Санкт-Петербурге.

## История создания
Мысль о создании оперы на сюжет о граде Китеже пришла к композитору задолго до её осуществления. В «Летописи моей музыкальной жизни» он упоминает о том, что зимой 1898/1899 года и в 1900 году обсуждал со своим либреттистом В. И. Бельским «легенду о „Невидимом граде Китеже“ в связи со сказанием о св. Февронии Муромской». С того момента мысль о создании оперы на этот сюжет не оставляла композитора и он делал наброски для неё. Например, в письме к В. И. Бельскому от 31 мая 1901 года он писал: 
Я пересматривал свои затеи для «града Китежа» и многим остался ужасно доволен, хотя все это ничтожные отрывки. Мне ужасно хочется ими заняться. Я принимаюсь за «Навзикаю» только потому, что Вы мне ничего не даёте. Не думайте о «Навзикае», пришлите что-нибудь для «Китежа», а также сценарий….
Однако он не мог вплотную заняться созданием этой оперы из-за отсутствия либретто, в связи с чем он неоднократно торопил своего либреттиста, как, например, в письме от 27 сентября 1902 года:
Вянет лист,
Проходит лето,
Мокрый снег валится,
От неймения либретто
Можно застрелиться.
(Подражание Пруткову)
И всё же прошёл ещё почти год, прежде чем летом 1903 года началась активная работа над созданием музыки. Совместная работа композитора и либреттиста происходила устно, поэтому материалов о ней практически не сохранилось. Однако с уверенностью можно утверждать, что на всех стадиях работы над сюжетом, композитор вникал во все детали, в тексте оперы не было «ни одного намерения, которое не было бы одобрено композитором»
Тогда же близкие друзья Римского-Корсакова почувствовали, что на их глазах происходит создание произведения особого по глубине этической проблематики, впрочем их высокие требования к нарождающемуся творению вызывали у композитора чувство досады.
С момента начала активной композиторской работы над оперой сочинение музыки продвигалось достаточно быстро. В июле 1904 года был закончен эскиз, к октябрю 1904 года была закончена оркестровка, тогда же было заключено соглашение с фирмой Беляева о публикации партитуры оперы. С весны 1906 года началась работа по разучиванию оперы в Мариинском театре. Премьера состоялась 7 февраля 1907 года (этот день совпал с днём выборов во II Государственную думу) и имела ошеломляющий успех.

## Текст и источники сюжета
При первом же обращении к сюжету будущей оперы в сознании композитора оказались неразрывно связаны две разные народные легенды — о невидимом граде Китеже и о святой Февронии Муромской. Чутьё авторов уловило в них нечто существенное, что объединяло их. Однако, как замечает В. И. Бельский в предисловии к изданию партитуры, «для обширного и сложного сценического произведения рассеянных в этих источниках черт недостаточно. По этой причине были необходимы многочисленные и далеко идущие дополнения, которые, однако, автор рассматривал лишь как попытку по отдельным обрывкам и намекам угадать целое, сокрытое в глубине народного духа». Дальнейшая разработка сюжета велась с привлечением огромного свода разнообразных материалов. В итоге родилось произведение, в котором «не найдется ни одной мелочи, которая так или иначе не была навеяна чертою какого-либо сказания, стиха, заговора или иного плода русского народного творчества».
Среди источников текста были:
- «Китежский летописец», сообщённый Мелединым и отпечатанный в замечаниях Бессонова к IV выпуску собрания песен Киреевского, там же различные устные предания о невидимом граде Китеже;
- Повесть о Петре и Февронии Муромских;
- Повесть о Горе-Злочастии;
- Мельников-Печерский П. И. «В лесах», роман;
- Ипатьевская и Лаврентьевская летописи;
- Короленко В. Г. «Светлояр», очерк;
- Майков А. Н. «Странник», драматический этюд.

Получившееся либретто отличается выдающимися литературными качествами. Оно было выдвинуто академиком А. Ф. Кони на соискание Пушкинской премии и отклонено только по формальным основаниям (публикация ранее сроков, установленных для получения премии).

## Действующие лица и премьерные составы
| Партия                                                                                | Премьера в Санкт-Петербурге в Мариинском театре 7 февраля 1907 года дирижёр Феликс Блуменфельд | Премьера в Москве в Большом театре 15 февраля 1908 года дирижёр Вячеслав Сук |
| ------------------------------------------------------------------------------------- | ---------------------------------------------------------------------------------------------- | ---------------------------------------------------------------------------- |
| Князь Юрий Всеволодович (бас)                                                         | И. Ф. Филиппов                                                                                 | В. Р. Петров                                                                 |
| Княжич Всеволод Юрьевич (тенор)                                                       | А. М. Лабинский                                                                                | Н. А. Ростовский                                                             |
| Феврония (сопрано)                                                                    | М. Н. Кузнецова-Бенуа                                                                          | Н. В. Салина                                                                 |
| Гришка Кутерьма (тенор)                                                               | И. В. Ершов                                                                                    | А. П. Боначич                                                                |
| Федор Поярок (баритон)                                                                | В. С. Шаронов                                                                                  | Г. А. Бакланов                                                               |
| Отрок (меццо-сопрано)                                                                 | М. Э. Маркович                                                                                 | Е. Г. Азерская                                                               |
| Лучшие люди: первый (тенор)                                                           | В. Л. Карелин                                                                                  | Стефанович                                                                   |
| Лучшие люди: второй (бас)                                                             | Н. С. Климов                                                                                   | В. С. Тютюнник                                                               |
| Гусляр (бас)                                                                          | В. И. Касторский                                                                               | Н. П. Чистяков                                                               |
| Медведчик (тенор)                                                                     | Г. П. Угринович                                                                                | Ильющенко                                                                    |
| Нищий-запевало (баритон)                                                              | Н. Ф. Маркевич                                                                                 | И. Н. Комаровский                                                            |
| Богатырь татарский Бурундай (бас)                                                     | К. Т. Серебряков                                                                               | С. Е. Трезвинский                                                            |
| Богатырь татарский Бедяй (бас)                                                        | И. С. Григорович                                                                               | Х. В. Толкачев                                                               |
| Райская птица Сирин (сопрано)                                                         | Н. И. Забела                                                                                   | М. Г. Цыбущенко                                                              |
| Райская птица Алконост (контральто)                                                   | Е. И. Збруева                                                                                  | С. А. Синицына                                                               |
| Княжьи стрельцы, поезжане, домрачи, лучшие люди, нищая братия и прочий народ. Татары. |                                                                                                |                                                                              |

## Сюжет

### Действие I
Опера открывается вступлением «Похвала пустыни». В «пустыни» (правильнее — «пустынь») — то есть в пустом, безлюдном месте, в глухом лесу, юная Феврония живёт со своим братом-древолазом, который летом добывает мёд. Феврония живёт в мире и согласии с лесом, дикие звери приходят к ней, чтобы она их кормила и выхаживала. Заблудившись во время охоты, княжич Всеволод случайно видит Февронию. Поначалу он пугается её, как лесного призрака, но убедившись, что перед ним живая девушка, завязывает беседу, расспрашивая о её житьё. Его удивляют её умные и поэтичные слова, её отношение к природе, как к «Церкви Божией», её убеждение, что жизнь человеческая должна быть «в радости». Она лечит ему раненую в схватке с медведем руку.
В разговоре Всеволод называет себя княжеским ловчим. Он поражен мудростью и красотою Февронии, он меняется с нею кольцами, обещает прислать сватов и уходит. В поисках Всеволода к Февронии приходят его дружинники, от них она узнаёт, что Всеволод — княжич, сын князя Юрия.

### Действие II
В Малом Китеже (Керженце) люди ждут приезда невесты княжича. Медведчик с медведем развлекают публику («Покажи, Михайлушко, покажи, дурашливый»). Гусляр поёт неожиданно печальный духовный стих о турах и турице. Тем временем из кабака вываливается пьяница — Гришка Кутерьма. Местные богачи («лучшие люди») подбивают его посмеяться над Февронией: им не по сердцу, что княжич женится на простой девушке.
Приезжает свадебный поезд с Февронией. Гришка обращается к ней с завистливыми насмешками, советуя ей «не важничать» и называя её «невестой из болота», на которой «шуба из мышиных хвостов». Феврония же просит людей не обижать Гришку, ведёт с ним смиренную беседу и советует помолиться Богу, чтобы не пить, да не выставлять себя в насмешку людям. В ответ пьяница снова осыпает её грубостями. Слуга княжича, Федор Поярок, велит девушкам запевать свадебную песню. Начинается свадебный обряд.
Однако песня обрывается шумом и криками. Издалека прибегают люди в панике, они рассказывают о том, что нежданно явились враги, от которых нет спасенья. Почти сразу вслед за ними в город входят татары и начинают кровавую расправу. Они хотят узнать путь к Великому Китежу, но люди гибнут, ничего не сказав врагам. Единственный, кто согласен выдать тайну — Гришка Кутерьма. В живых остаются только он и Феврония, которую берут в плен за её красоту.

### Действие III
Картина 1. Китеж Великий. В самую полночь весь народ, от старого до малого, с оружием в руках собрался за оградой Успенского собора. На паперти князь Юрий и княжич Всеволод, вокруг них дружина. Все обступили Федора Поярка, который стоит, опустив голову, об руку с Отроком. Выясняется, что он был ослеплен татарами. Всех потрясает его скорбный рассказ о народном бедствии и о том, что, по слухам, ведёт татар к Великому Китежу сама княгиня Феврония. Народ подавлен: «Ох, смутилось сердце, братия! Хочет быть беда великая». Князь посылает Отрока на колокольню, чтобы он оттуда посмотрел, «не дает ли Бог нам знаменья». Отрок вбегает на колокольню и оттуда сообщает: «Пыль столбом поднялась до неба». Это мчится ордынское войско. Отроку видится: «Как бы Китеж град горит: пламя пышет, искры мечутся», — с этими и другими кровавыми подробностями он рассказывает о своём видении. По призыву старого князя Юрия народ возносит мольбы о спасении своём Царице Небесной. Вперед выступает княжич Всеволод. Он просит отца благословить его с дружиной на ратный подвиг и выступает навстречу врагам. Княжич громко запевает песню воинов «Поднялася с полуночи дружинушка».
Светлый, с золотым блеском, туман тихо сходит с темного неба — сначала прозрачен, потом все гуще и гуще. Предчувствуя свой конец, люди прощаются друг с другом. Сами собой тихо загудели церковные колокола, предвещая избавление. Все поражены и восхищены тем, что «Бог Господь покровом Китеж покрывает» (так говорит князь Юрий). Все заволакивается золотистым туманом. Пока сцену закрывает облачный занавес (в это время происходит смена декорации для второй картины), звучит симфоническая картина «Сеча при Керженце» — оркестровая пьеса, часто включаемая в программы симфонических концертов. С поразительной силой и яркостью образов живописует композитор этот неравный бой китежан с полчищами татар.
Картина 2. В дубраве на берегу озера Светлый Яр темь непроглядная. Противоположный берег, где стоит Великий Китеж, окутан густым туманом. Кутерьма с богатырями Бедяем и Бурундаем, пробираясь сквозь чащу кустарника, выходит на поляну, идущую к озеру. Постепенно сходятся остальные татары. Ввозят возы с награбленным добром. Татары подозревают, что Кутерьма специально завел их в непролазную чащу. Бурундай и Бедяй привязывают Кутерьму к дереву. Въезжает телега, на которой сидит Феврония. Татары принимаются делить добычу. Между Бурундаем и Бедяем разгорается спор, кому владеть Февронией. В конце концов Бурундай ударяет Бедяя топором по голове. Бедяй падает мертвым. На миг воцаряется молчание, затем татары спокойно продолжают дележ добычи. Постепенно хмель одолевает татар, и они засыпают, позабыв каждый о своей доле. Бурундай ведёт к себе Февронию, ложится сам на ковре, усаживает её и старается утешить, притягивает её к себе и обнимает. Вскоре и он засыпает. Спит весь стан. Феврония отходит от Бурундая. Она горько плачет о своём погибшем женихе («Ах ты милый жених мой, надежа!»). Февронию окликает Гришка Кутерьма (он здесь, неподалёку, привязанный к дереву). Его, предавшего врагу родную землю, мучают угрызения совести. Феврония узнаёт его и подходит ближе. Гришка молит её, чтобы она его отвязала. Феврония боится, что казнят её за это. Гришка увещевает её и сам, в свою очередь, спрашивает её, зачем ей жизнь свою беречь, ведь из княжеских людей (теперешней её родни) в живых-то и десятка не будет. А если и живы, то не дай Бог. Почему «не дай Бог?» — спрашивает его Феврония. И он признается, что на неё сказал, что привела она рать татарскую на Китеж. В ужасе Феврония закрывает лицо руками: «Гриша, ты уж не Антихрист ли?» — вопрошает она. Она освобождает его, чтобы он мог замолить грех предательства. Он хочет бежать, но не может: ему слышится колокольный звон; «томный страх наводит на сердце…» Он хочет бежать, но шатается, падает ничком и некоторое время лежит без движения. Потом он встает и с отчаянной решимостью бросается к озеру, чтобы утопиться. И вдруг он останавливается у берега как вкопанный: первые лучи зари освещают поверхность озера и отражение стольного града в озере под пустым берегом. Слышится праздничный звон, постепенно становящийся все громче и торжественнее. Кутерьма кидается обратно к Февронии, в безумном удивлении показывает на озеро: «Где был бес, там нынче боженьки; где был Бог, там ничегошеньки!» С диким воплем Кутерьма исчезает в лесной чаще, увлекая за собой Февронию.
Крик Кутерьмы разбудил татар. Они наблюдают видение в озере. Они изумлены: «Чудо, чудо непонятное!» На них нападает безотчетный страх. Позабыв обо всем, они в ужасе бегут от страшного места.

### Действие IV
Картина 1. Темная ночь. Глухая чаща в керженских лесах. Поперек сцены лежит вырванная с корнем ель. В глубине прогалина и в ней поросшее мхом болотце. Здесь в разорванном платье пробирается Феврония; за нею следует безумный Гришка Кутерьма. Обессиленная, садится она на ствол дерева. Гришка ведёт безумные речи: говорит с ней то нагло и подбоченясь, то жалобно, как нищий. Феврония кротко урезонивает его: «Не глумися, одумайся; помни, что за грех свершил еси». Гришку мучают угрызения совести. Он то всхлипывает, то пристает к Февронии, как дитя, то становится на колени, испуганно озираясь, то поспешно вскакивает, бешено пляшет и свищет. На мгновение он успокаивается. В конце концов с диким воплем он убегает в дремучую чащу.
Феврония осталась одна. Она ложится на траву. Деревья постепенно покрываются яркой изумрудной зеленью причудливого вида. Феврония погружается в блаженное состояние: усталость и боль её прошли. Она поёт колыбельную самой себе: «Бай, бай, спи, усни, спи, сердечко, отдохни». На ветвях деревьев повсюду загораются восковые свечи; вырастают на деревьях и из земли громадные невиданные цветы: золотые крыжанты, серебряные и алые розаны, череда, касатики и другие. Проход к болоту остается открытым. Феврония напевает о своём восхищении всем этим видом. Голоса райских птиц ей пророчат покой и счастье. Она подымается, идет вперед; ветви ей кланяются. Ей кажется, что вновь пришла весна: «Все болота разлелеялись, все деревья разукрасились». Среди птиц выделяется голос Алконоста: «Укрепись надежею, верой несомненною: все забудется, время кончится». Из глубины прогалины, по топи, усеянной цветами, как по суху, медленно шествует призрак княжича Всеволода, озарённый золотистым сиянием, едва касаясь ногами почвы. Феврония, вновь полная сил, бросается к нему. Призрак обращается к ней с приветствием: «Веселись, моя невеста, веселись! По тебя жених пришел». Призрак утешает Февронию. Слышится голос другой райской птицы — Сирина: «Се жених пришел, — что же медлиши?». «Господи Исусе, ты прими мя, водвори в селеньях праведных». И вот молодые, рука об руку, медленно уходят по болоту, едва касаясь земли.
Переход ко второй картине это ещё одна — на сей раз оркестрово-вокальная (здесь за сценой звучат голоса райских птиц, Сирина и Алконоста) — звуковая картина Н. А. Римского-Корсакова. Она начинается сразу после окончания первой картины (как бы выливается из неё) и непосредственно переходит во вторую картину. Ремарка композитора уточняет (это стало названием этого антракта): «Хождение в невидимый град». На фоне лучезарного величественного шествия, радостных перезвонов звучит затейливое пение райских птиц.
Картина 2. Авторская ремарка, характеризующая невидимый град, такова: "Облако рассеивается. Град Китеж чудесно преображен. Близ западных ворот Успенский собор и княжий двор. Высокие колокольни, костры на стенах, затейливые терема и повалуши из белого камня и кондового дерева. Резьба украшена жемчугом; роспись синего, пепельного и сине-алого цвета, со всеми переходами, какие бывают на облаках. Свет яркий, голубовато-белый и ровный со всех сторон, как бы не дающий тени. Налево, напротив ворот, княжьи хоромы; крыльцо сторожат лев и единорог с серебряной шерстью. Сирин и Алконост — райские птицы с неженскими ликами — поют, сидя на спицах. Толпа в белых мирских одеждах с райскими кринами и зажжёнными свечами в руках; среди толпы Поярок — зрячий и Отрок, бывший его поводырём. Здесь-то и оказалась Феврония. Её и княжича приветствует народ. Феврония не помнит себя от изумления; она ходит по площади, все осматривая, и в восторге плещет руками. Народ окружает княжича и Февронию и запевает свадебную песню под звуки гуслей и райской свирели, бросая под ноги цветы, розаны и синие касатки. Феврония не понимает, кому поется свадебная песня, чья свадьба. Тогда княжич говорит ей: «Наша же, голубушка».
На крыльце княжьих хором появляется князь Юрий. Феврония приветствует князя как невестка свекра. Звучит большой ансамбль, в котором участвуют все главные действующие лица — князь Юрий, княжич Всеволод, Феврония, с ними поют райские птицы Сирин и Алконост, присоединяются Отрок и Поярок, в конце концов и весь хор («Буди с нами здесь вовеки»). Княжич Всеволод приглашает Февронию в церковь («Ай же ты, невеста верная, время нам и в церковь Божию»). В этот момент Феврония вспоминает о Гришке: «Там в лесу остался Гришенька». Феврония хочет послать ему грамоту, «утешенье Грише малое». Поярок готов написать её. Феврония диктует; она описывает Китеж, который не пал, но скрылся, сообщает ему, что они не умерли, а живы, и живут они в дивном граде. «Кто же в град сей внидет?» — спрашивает Феврония князя Юрия. «Всяк, кто ум не раздвоен имея, паче жизни в граде быть восхощет», — отвечает Юрий. (Сцена письма Февронии к Кутерьме по традиции первых постановок оперы обычно выпускается. Это идет вразрез с категорическим требованием автора, высказанным им по поводу постановки оперы: «На пропуск сцены письма к Кутерьме в последней картине согласиться не могу. Об этом были разговоры и в Петербурге. Письмо Февронии есть кульминационный момент всего её образа. Достигшая блаженства Феврония вспоминает и заботится о своем лютом враге и губителе Великого Китежа. Пусть слушатели вникают в это, а не относятся к последней картине оперы как к апофеозу» (из письма Римского-Корсакова дирижёру первой постановки оперы в Москве в 1908 году В. И. Суку). Наконец, грамотка написана, и молодые под торжественное пение и колокольный звон медленно и величаво шествуют в собор к венцу.

## Постановки

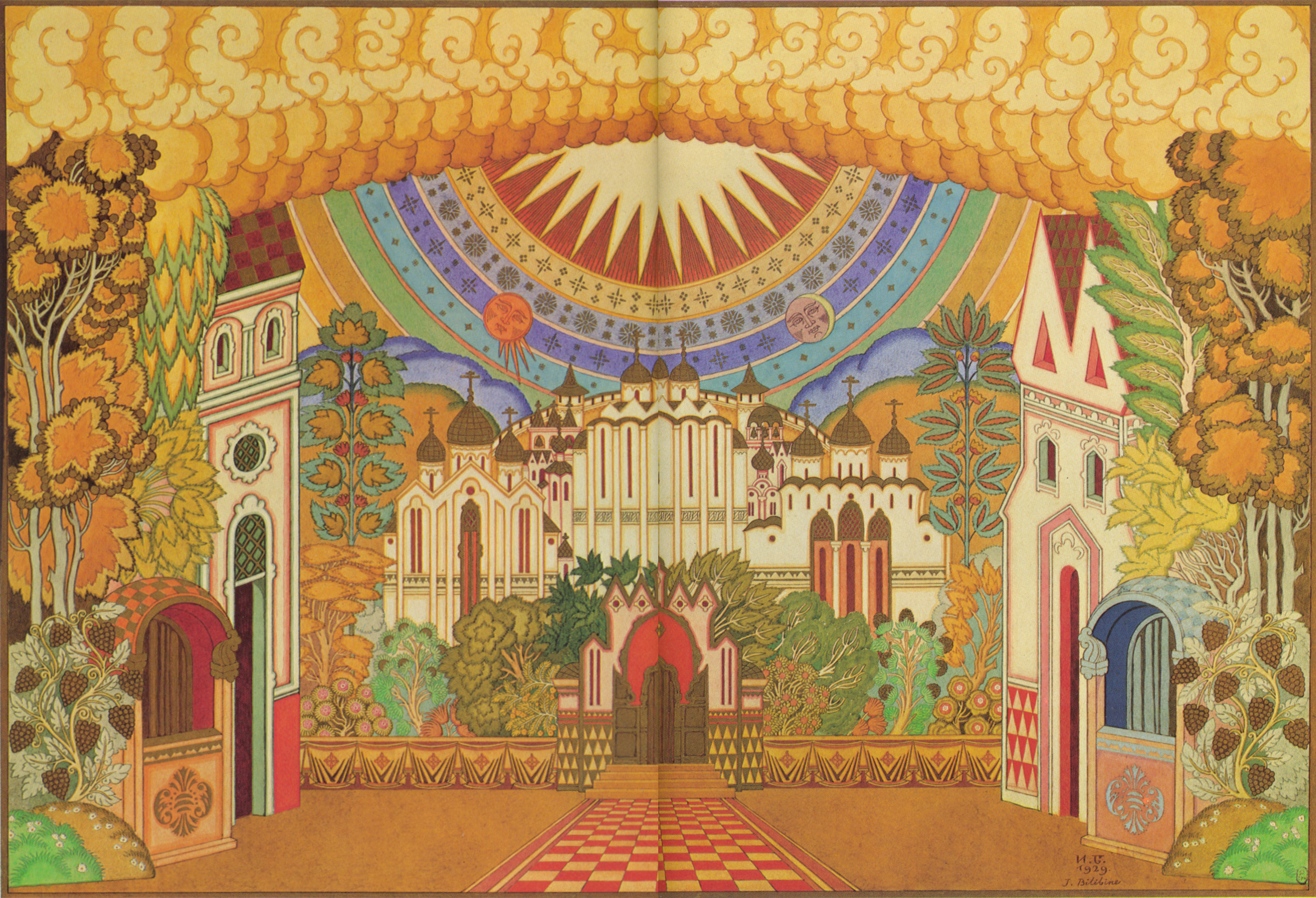
И. Я. Билибин. Эскиз декорации к опере «Сказание о невидимом граде Китеже и деве Февронии». 1929

- 7 февраля 1907 — Мариинский театр (дирижёр Феликс Блуменфельд, реж. Василий Шкафер, художники Константин Коровин и Васнецов; Юрий Всеволодович — Иван Бурхардт, Всеволод — Андрей Лабинский, Феврония — Мария Кузнецова-Бенуа, Гришка Кутерьма — Иван Ершов, Федор Поярок — Василий Шаронов, Отрок — Мария Маркович, Медведчик — Григорий Угринович, Бедяй — Иван Григорович, Бурундай — Константин Серебряков, Сирин — Надежда Забела-Врубель, Алконост — Евгения Збруева, Гусляр — Владимир Касторский);
- 1908 — Большой театр (дирижёр Вячеслав Сук, реж. Иосиф Лапицкий, художники Коровин, Михаил Клодт, Васнецов; Юрий Всеволодович — Василий Петров, Всеволод — Николай Ростовский, Феврония — Надежда Салина, Гришка Кутерьма — Антон Боначич, Поярок — Георгий Бакланов, Отрок — Елизавета Азерская, Бурундай — Степан Трезвинский);
- 1916 — Большой театр, возобн. (дирижёр Вячеслав Сук, реж. Пётр Оленин, художники Коровин, Клодт, Внуков и Петров).
- 15 ноября 1918 — Петроградский театр оперы и балета (дирижёр Коутс, реж. Мельников, художники Коровин, Овчинников и Внуков; Юрий Всеволодович — Филиппов, Всеволод — Большаков, Феврония — Николаева, Гришка Кутерьма — Ершов, Поярок — Андреев, Медведчик — Угринович, Бедяй — Белянин, Бурундай — И. Григорович, Сирин — Коваленко, Алконост — Панина, Гусляр — Грохольский)
- 1926 — Большой театр (дирижёр Сук, пост. Раппопорта, художники Коровин, Клодт, Васнецов; Юрий Всеволодович — В. Петров, Всеволод — Богданович, Феврония — Держинская, Гришка Кутерьма — Озеров, Поярок — Савранский, Отрок — Антарова, Гусляр — Норцов, Бедяй — Лубенцов, Сирин — Катульская, Алконост — Петрова);
- 1934 — Большой театр (дирижёр Голованов, реж. Нардов, художники Коровин и Федоров, хорм. Авранек; Юрий Всеволодович — Михайлов, Всеволод — Федотов, Феврония — Кругликова, Гришка Кутерьма — Озеров, Поярок — И. Бурлак (Стрельцов)).
- 1955 — в концертном исполнении в Москве (дирижёр Самосуд) и Ленинграде (дирижёр Грикуров).
- 1958 — Театр оперы и балета им. Кирова (дирижёр Ельцин, реж. Соковнин, худ. Юнович, хорм. А. Михайлов).
- 1949 — Театр оперы и балета Латв. ССР (дирижёр Глазуп, пост. Васильева, худ. Лапинь, хорм. Ванаг); 1962, там же.
- 1983 — Большой театр СССР (дирижёр Е. Ф. Светланов, режиссёр-постановщик Р. И. Тихомиров, художники И. С. Глазунов и Н. А. Виноградова-Бенуа, Феврония — Г. Калинина).
- 2001 — Мариинский театр (дирижёр — Валерий Гергиев)
- 2008 — Большой театр (дирижёр — Александр Ведерников)
- 15 апреля 2018 — Государственный театр оперы и балета имени П. И. Чайковского, Ижевск, Республика Удмуртия. (дирижёр — Николай Роготнев, режиссёр — Николай Маркелов, сценография и костюмы — Сергей Новиков, Феврония — Наталья Макарова, Князь Юрий — Андрей Какошкин, Княжич Всеволод — Максим Гаврилов, Гришка Кутерьма — Алексей Городилов, Фёдор Поярок — Юрий Ившин, Отрок — Любовь Добрынина, Медведчик — Анатолий Павлов, Бедяй — Юрий Пуршев, Бурундай — Александр Димитров, Сирин — Ольга Соловьёва, Алконост — Ирина Самойлова, Гусляр — Иван Слепухов, Оркестр, хор и балет театра оперы и балета имени Чайковского.)

За рубежом:
- Барселона (1926, 2 января, на рус. яз.)
- Лондон (1926, концертное исполнение на рус. яз., т-р «Ковент-Гарден»)
- Париж (1926, концертное исполнение на рус. яз; 1929, на рус. яз.)
- Рига (1926)
- Буэнос-Айрес (1929.на рус. яз)
- Милан (1933, т-р Ла Скала)
- Брно (1934)
- Дуйсбург (1935)
- Загреб (1935)
- Филадельфия и Нью-Йорк (1936, на рус. яз)
- Каунас (1936)
- Берлин (1937)
- Прага (1938)
- Брюссель (1939, концертное исполнение на рус. яз.)
- Лондон (1951, концертное исполнение — дирижёр Добровейн)
- Милан (1951, т-р Ла Скала — дирижёр Добровейн, реж. Добровейн)
- Рим (1960) и др.
- 2012 — Нидерландская опера, Амстердам. режиссёр и сценограф — Дмитрий Черняков
- 2014 — Лисео, Барселона. режиссёр и сценограф Дмитрий Черняков

## Записи

### Аудиозаписи
| Год  | Организация                                           | Дирижёр              | Солисты | Издатель и каталожный номер     | Текст заголовка                  |
| ---- | ----------------------------------------------------- | -------------------- | --- | ------------------------------- | -------------------------------- |
| 1955 | Хор и оркестр Всесоюзного радио                       | Самуил Самосуд       | Князь Юрий — Александр Ведерников, Княжич Всеволод — Владимир Ивановский, Феврония — Наталья Рождественская, Гришка Кутерьма — Дмитрий Тархов, Фёдор Поярок — Илья Богданов, Отрок — Лидия Мельникова, Гусляр — Борис Добрин, Медведчик — Павел Понтрягин, Бедяй — Леонид Ктиторов, Бурундай — Сергей Красовский, Алконост — Нина Кулагина                                                                                                   |                                 |                                  |
| 1956 | Хор и оркестр Большого театра                         | Василий Небольсин    | Князь Юрий — Иван Петров, Княжич Всеволод — Владимир Ивановский, Феврония — Наталья Рождественская, Гришка Кутерьма — Дмитрий Тархов, Фёдор Поярок — Илья Богданов, Отрок — Лидия Мельникова, Лучшие люди — Вениамин Шевцов и Сергей Колтыпин, Гусляр — Борис Добрин, Медведчик — Тихон Черняков, Запевала — Михаил Сказин, Бедяй — Леонид Ктиторов, Бурундай — Геннадий Троицкий, Сирин — Мария Звездина, Алконост — Нина Кулагина          | Д 06489-96 (1960)               |                                  |
| 1983 | Хор и оркестр Большого театра                         | Евгений Светланов    | Князь Юрий — Александр Ведерников, Княжич Всеволод — Евгений Райков, Феврония — Галина Калинина, Гришка Кутерьма — Владислав Пьявко, Фёдор Поярок — Михаил Маслов, Отрок — Галина Борисова, Лучшие люди — Константин Пустовой и Михаил Крутиков, Гусляр — Лев Вернигора, Медведчик — Константин Басков, Запевала — Владимир Букин, Бедяй — Николай Низиенко, Бурундай — Валерий Ярославцев, Сирин — Ирина Журина, Алконост — Нина Григорьева | Мелодия С10 23807-008 (1986)    | запись спектакля 25 декабря 1983 |
| 1983 | Хор и оркестр Большого театра                         | Евгений Светланов    | Князь Юрий — Юрий Статник, Княжич Всеволод — Павел Кудрявченко, Феврония — Маквала Касрашвили, Гришка Кутерьма — Алексей Масленников, Фёдор Поярок — Юрий Григорьев, Отрок — Татьяна Ерастова, Лучшие люди — Константин Пустовой и Михаил Крутиков, Гусляр — Лев Вернигора, Медведчик — Константин Басков, Запевала — Владимир Букин, Бедяй — Николай Низиенко, Бурундай — Валерий Ярославцев, Сирин — Ирина Журина, Алконост — Раиса Котова | Мелодия С10 29809 002 (1990)    | запись спектакля 27 декабря 1983 |
| 1994 | Хор и оркестр Мариинского театра                      | Валерий Гергиев      | Князь Юрий — Николай Охотников, Княжич Всеволод — Юрий Марусин, Феврония — Галина Горчакова, Гришка Кутерьма — Владимир Галузин, Фёдор Поярок — Николай Путилин, Отрок — Ольга Корженская, Лучшие люди — Евгений Бойцов и Евгений Федотов, Гусляр — Михаил Кит, Медведчик — Николай Гассиев, Бедяй —Булат Минжелкиев, Бурундай — Владимир Огновенко, Сирин — Татьяна Кравцова, Алконост —Лариса Дядькова                                     | Philips 462 225-2 (1999)        |                                  |
| 1995 | Венский Симфонический оркестр                         | Владимир Федосеев    | Князь Юрий — Павел Данилюк, Княжич Всеволод — Сергей Найда, Феврония — Елена Прокина, Гришка Кутерьма — Владимир Галузин, Фёдор Поярок — Самсон Изюмов, Отрок — Нина Романова, Лучшие люди — Алексей Шестов и Михаил Никифоров, Гусляр — Олег Жданов, Бедяй — Мовсар Минцаев, Бурундай — Владимир Ванеев, Сирин — Виктория Лукьянец, Алконост — Александра Дурсенева                                                                         | Koch Schwann 3-1144-2           |                                  |
| 1995 | Хор и оркестр Екатеринбургского театра оперы и балета | Евгений Бражник      | Князь Юрий — Виталий Могилин, Княжич Всеволод — Виталий Петров, Феврония — Елена Борисевич, Гришка Кутерьма — Анатолий Борисевич, Фёдор Поярок — Андрей Вылегжанин, Отрок — Светлана Пастухова, Лучшие люди — Иосиф Росновский и Станислав Боровков, Гусляр — Михаил Никифоров, Медведчик — Владимир Рыжков, Бедяй — Герман Куклин, Бурундай — Сергей Вялков, Сирин — Людмила Шилова, Алконост — Надежда Шляпникова                          |                                 |                                  |
| 2008 | Teatro Lirico di Cagliari                             | Александр Ведерников | Князь Юрий — Михаил Казаков, Княжич Всеволод — Виталий Панфилов, Феврония — Татьяна Моногарова, Гришка Кутерьма — Михаил Губский, Фёдор Поярок — Геворк Хакобян, Отрок — Валерий Гулордава, Лучшие люди — Джанкула Флорис и Марек Кальбус, Гусляр — Рикардо Феррари, Медведчик — Стефано Консолини, Бедяй — Валерий Гильманов, Бурундай — Александр Науменко, Сирин — Розанна Савоя, Алконост — Елена Манистина                              | Premiere Opera Ltd. CDNO 3027-3 |                                  |

Источники: , 

### Видеозаписи
| Год  | Организация                                                                       | Дирижёр          | Солисты | Производитель                                              | Ссылка на видеозапись                            |
| ---- | --------------------------------------------------------------------------------- | ---------------- | --- | ---------------------------------------------------------- | ------------------------------------------------ |
| 1985 |                                                                                   |                  | | Гостелерадио СССР                                          | Фрагменты? (недоступная ссылка)                  |
| 1992 |                                                                                   |                  | | Останкино (телерадиокомпания)                              | Фрагменты? (недоступная ссылка)                  |
| 2023 | АУК УР «Государственный театр оперы и балета УР им. П. И. Чайковского», г. Ижевск | Николай Роготнев | Князь Юрий Всеволодович — солист Екатеринбургского театра оперы и балета Рустам Касимов, Княжич Всеволод Юрьевич — заслуженный артист УР Максим Гаврилов, Феврония — солистка Государственного музыкального театра им. И. Яушева заслуженная артистка Республики Мордовия Наталья Макарова, Гришка Кутерьма — народный артист УР Алексей Городилов, Фёдор Поярок — Сергей Гордеев, Отрок — Ольга Ушакова, Гусляр — Сергей Пуршев, Медведчик — заслуженный артист РФ Владимир Нефедов, Бедяй — заслуженный артист УР Юрий Пуршев, Бурундай — солист Башкирского государственного театра оперы и балета Айгиз Гизатуллин, Сирин — Альбина Гордеева, Алконост — Наталья Ярхова | ТРК «Моя Удмуртия», «Культура. РФ» (ФКУ Цифровая культура) | Запись прямой трансляции на портале Культура. РФ |